# Araneus aethiopicus
Araneus aethiopicus är en spindelart som först beskrevs av Roewer 1961.  Araneus aethiopicus ingår i släktet Araneus och familjen hjulspindlar.
Artens utbredningsområde är Senegal. Inga underarter finns listade i Catalogue of Life.